# Atlético Clube Lagartense
Atlético Clube Lagartense, mais conhecido como Lagartense, é um clube brasileiro da cidade de Lagarto, Sergipe, fundado em 11 de agosto de 1992. O Lagartense, quando estava em atividade, possuía a quarta maior torcida do estado. Com o fim das atividades e a fundação de outro clube da cidade, muitos torcedores resolveram torcer para o novo clube.
Seu maior rival desde sua fundação em 1992 é a Associação Olímpica de Itabaiana, no qual ambos protagonizam o famoso e original Clássico dos Matutos. O clássico costumava levar os maiores públicos no interior do estado. Manda seus jogos no Estádio Paulo Barreto de Menezes. Atualmente sua dívida é administrada pelo Lagarto Futebol Clube, considerado seu sucessor, embora ainda tenha chances de retorno ao profissionalismo.

## História
O Lagartense foi fundado em 11 de agosto de 1992. Em 1998, o clube ganhou a chance de disputar a Primeira Divisão do Campeonato Sergipano de Futebol após o Gararu ter abdicado de participar da competição, mesmo tendo ganho a Segunda Divisão do campeonato no ano anterior. A equipe sagrou-se campeã estadual em 1998 e ganhou a oportunidade de disputar a Série C do Campeonato Brasileiro de 1999, porém teve que desistir por falta de dinheiro e ainda teve que dispensar dezenove jogadores e não jogar o campeonato.
A equipe já disputou duas edições da Copa do Brasil. Em 1999, enfrentou a equipe do Fluminense e perdeu ambos os jogos, sendo a ida por 1 a 0 no Paulo Barreto e a volta por 2 a 1 no Maracanã, nos dias 3 e 10 de março de 1999, respectivamente. Na sua segunda participação na competição, no ano de 2001, foi novamente eliminado, perdendo apenas um jogo para o Santa Cruz de Recife. Em casa, no jogo de ida, perdeu por 2 a 1. Por outro lado, no jogo de volta, conseguiu intimidar o time pernambucano, a ponto de passar perto de conseguir sua classificação. Porém, o jogo terminou empatado em três gols para cada.
Além de tais feitos, o Lagartense ainda possui um vice-campeonato da Copa Alagipe de 2005, quando eliminou até então melhor colocado do estado, o Itabaiana nas semifinais, mas posteriormente perdeu os dois jogos da final por 1 a 0 para o ASA, que ficou com o título.

### Volta em 2018
Em 2018 um dos principais clubes do interior tenta sua volta a elite do futebol estadual, sendo uma das principais equipes favorita ao título e ao acesso.

## Títulos
| Estaduais | Estaduais            | Estaduais | Estaduais  |
|           | Competição           | Títulos   | Temporadas |
| --------- | -------------------- | --------- | ---------- |
|           | Campeonato Sergipano | 1         | 1998       |
|           | Torneio Início       | 1         | 1976       |

## Estatísticas

### Participações
|  | Participações em 2021 |

| Competição | Competição           | Temporadas | Melhor campanha       | Estreia | Última | P | R |
| Sergipe    | Campeonato Sergipano | 9          | Campeão (1998)        | 1998    | 2007   |   | 2 |
| Sergipe    | Série A2             | 4          | Vice-campeão (2002)   | 1997    | 2018   | 2 |   |
| Sergipe    | Copa Governador      | 1          | Semifinais (2003)     | 2003    | 2003   |   |   |
|            | Copa do Nordeste     | 1          | Fase de grupos (1999) | 1999    | 1999   |   |   |
| Brasil     | Série C              | 1          | 77º colocado (2003)   | 2003    | 2003   | – | – |
| Brasil     | Copa do Brasil       | 2          | 1ª Fase (1999 e 2001) | 1999    | 2001   |   |   |

### Desempenho em Competições
| Ano  | 1990 | 1991 | 1992 | 1993 | 1994 | 1995 | 1996 | 1997 | 1998 | 1999 |
| ---- | ---- | ---- | ---- | ---- | ---- | ---- | ---- | ---- | ---- | ---- |
| Pos. | —    | —    | —    | —    | —    | —    | —    | —    | 1º   | 2º   |
| Ano  | 2000 | 2001 | 2002 | 2003 | 2004 | 2005 | 2006 | 2007 | 2008 | 2009 |
| Pos. | 4º   | 9º   | —    | 5º   | 3º   | 3º   | 4º   | 9º   | —    | —    |
| Ano  | 2010 | 2011 | 2012 | 2013 | 2014 | 2015 | 2016 | 2017 | 2018 | 2019 |
| Pos. | —    | —    | —    | —    | —    | —    | —    | —    | —    |      |

| Ano  | 1990 | 1991 | 1992 | 1993 | 1994 | 1995 | 1996 | 1997 | 1998 | 1999 |
| ---- | ---- | ---- | ---- | ---- | ---- | ---- | ---- | ---- | ---- | ---- |
| Pos. | —    | —    | —    | —    | —    | —    | —    | 3º   | —    | —    |
| Ano  | 2000 | 2001 | 2002 | 2003 | 2004 | 2005 | 2006 | 2007 | 2008 | 2009 |
| Pos. | —    | —    | 2º   | —    | —    | —    | —    | —    | 6º   | —    |
| Ano  | 2010 | 2011 | 2012 | 2013 | 2014 | 2015 | 2016 | 2017 | 2018 | 2019 |
| Pos. | —    | —    | —    | —    | —    | —    | —    | —    | 5º   | —    |

| Ano  | 2003 |
| ---- | ---- |
| Pos. | 4º   |

| Ano  | 1999 |
| ---- | ---- |
| Pos. | 16º  |

| Ano  | 2003 |
| ---- | ---- |
| Pos. | 77º  |

| Ano  | 1999 | 2001 |
| ---- | ---- | ---- |
| Pos. | 35º  | 39º  |